# Wiener sozialdemokratische Bücherei
Die Wiener sozialdemokratische Bücherei war eine österreichische Zeitschrift, die zwischen 1924 und 1934 in Wien erschien. Sie kam zwischen ein- und fünfmal jährlich heraus.